# Charles Lewis (rugbysta)
Charles Prytherch Lewis (ur. 20 sierpnia 1853 w Llangadog, zm. 28 maja 1923 w Llandovery) – walijski rugbysta grający na pozycji obrońcy, reprezentant kraju, krykiecista i lekkoatleta, sędzia i działacz sportowy, samorządowiec.
Uczęszczał do Llandovery College, The King’s School w Gloucester, a następnie studiował w Jesus College w Oksfordzie będącym częścią Uniwersytetu Oksfordzkiego. W 1876 roku rozegrał pięć pierwszoklasowych meczów dla akademickiej drużyny, uprawiał także biegi przez płotki oraz rzut młotem. Od 1877 roku pracował jako nauczyciel w Llandovery College i wraz z uczniami grał w reprezentującej szkołę drużynie pomiędzy 1878 a 1886 rokiem. W 1874 roku raz zagrał dla Swansea RFC, rozgrywał także spotkania w barwach Llandeilo RFC oraz Rosslyn Park F.C., London Welsh i wczesnego protoplasty krajowego związku rugby South Wales Football Club.
Został wybrany przez Richarda Mullocka, organizującego w 1881 roku pierwszy międzynarodowy mecz Walijczyków, na kapitana drużyny. Odmówił jednak udziału w tym przedsięwzięciu, gdyż uważał, że zespół ten nie będzie w pełni reprezentował kraju, pozostawiając tę rolę Jamesowi Bevanowi. Swój debiut w walijskiej reprezentacji zaliczył zatem rok później w meczu przeciw Irlandii, gdzie jego dwa celne kopy dały Walijczykom pierwsze w historii zwycięstwo. Rozegrał następnie cztery spotkania w Home Nations Championship w edycjach 1883 i 1884. Ogółem w latach 1882–1884 wystąpił w pięciu meczach kadry zdobywając cztery gole, w trzech pierwszych pełniąc rolę kapitana.
Kiedy nie grał, nie stronił od sędziowania i w Home Nations Championship 1885 był arbitrem jednego z meczów. W marcu 1881 roku na spotkaniu zakładającym Welsh Rugby Football Union został wybrany jednym z jego wiceprezesów. W 1885 roku został natomiast wybrany prezesem Llandovery RFC.
Był również cenionym krykiecistą, członkiem Marylebone Cricket Club, raz został wybrany do reprezentacji Anglii, jednak nie stawił się na mecz. Związany był również z South Wales Cricket Club oraz zespołem reprezentującym hrabstwo Carmarthenshire, dla którego grał jeszcze w 1909 roku.
Po opuszczeniu posady nauczyciela został prawnikiem. W latach 1889–1920 był członkiem rady miejskiej Llandovery, dwie kadencje (1894–95, 1904–05) będąc również burmistrzem, w 1898 roku został również wybrany sędzią pokoju hrabstwa Carmarthenshire.
Bob Harragan i Andrew Hignell w 2009 roku wydali jego biografię pt. C.P. Lewis: the champion cricketer of South Wales (ISBN 978-1-905138-78-4).